# Elizabeth Blackburn
Elizabeth Helen Blackburn, avstralsko-ameriška molekularna biologinja, nobelovka, * 26. november 1948, Hobart, Tasmanija.
Po diplomi na Univerzi v Melbournu je študirala na Univerzi v Cambridgeu, kjer je doktorirala leta 1975. Potem se je zaposlila na Univerzi Kalifornije v Berkeleyju, danes pa dela na Univerzi Kalifornije v San Franciscu.
Njeno znanstveno delo je usmerjeno v študij telomer, struktur na koncih kromosomov, ki varujejo te molekule. Bila je ena od soodkriteljic telomeraze, encima, ki obnavlja telomere. Raziskuje značilnosti telomer in izražanja telomeraze v rakastih celicah ter vpliv stresa na oboje. Za svoje delo na področju molekularne biologije je leta 2009 prejela Nobelovo nagrado za fiziologijo ali medicino skupaj s Carol W. Greider in z Jackom W. Szostakom.
Leta 2001 je postala članica predsedniškega sveta za bioetiko, ki svetuje predsedniku ZDA in njegovi administraciji glede etičnih vprašanj v sodobni biologiji in medicini. Iz tega organa je bila leta 2004 odstranjena po direktivi urada predsednika Busha. To je sprožilo val kritik s strani znanstvene skupnosti in nje same, saj naj bi jo odstranili zato, ker javno zagovarja raziskave na embrionalnih matičnih celicah človeka.